# Capitão Enéas
Capitão Enéas este un oraș în unitatea federativă Minas Gerais (MG), Brazilia.